# Controguerra (vignoble)
Pour l’article homonyme, voir Controguerra.
Le Controguerra est un vignoble italien de la région Abruzzes doté d'une appellation DOC depuis le 20 août 1996. Seuls ont droit à la DOC les vins récoltés à l'intérieur de l'aire de production définie par le décret. 

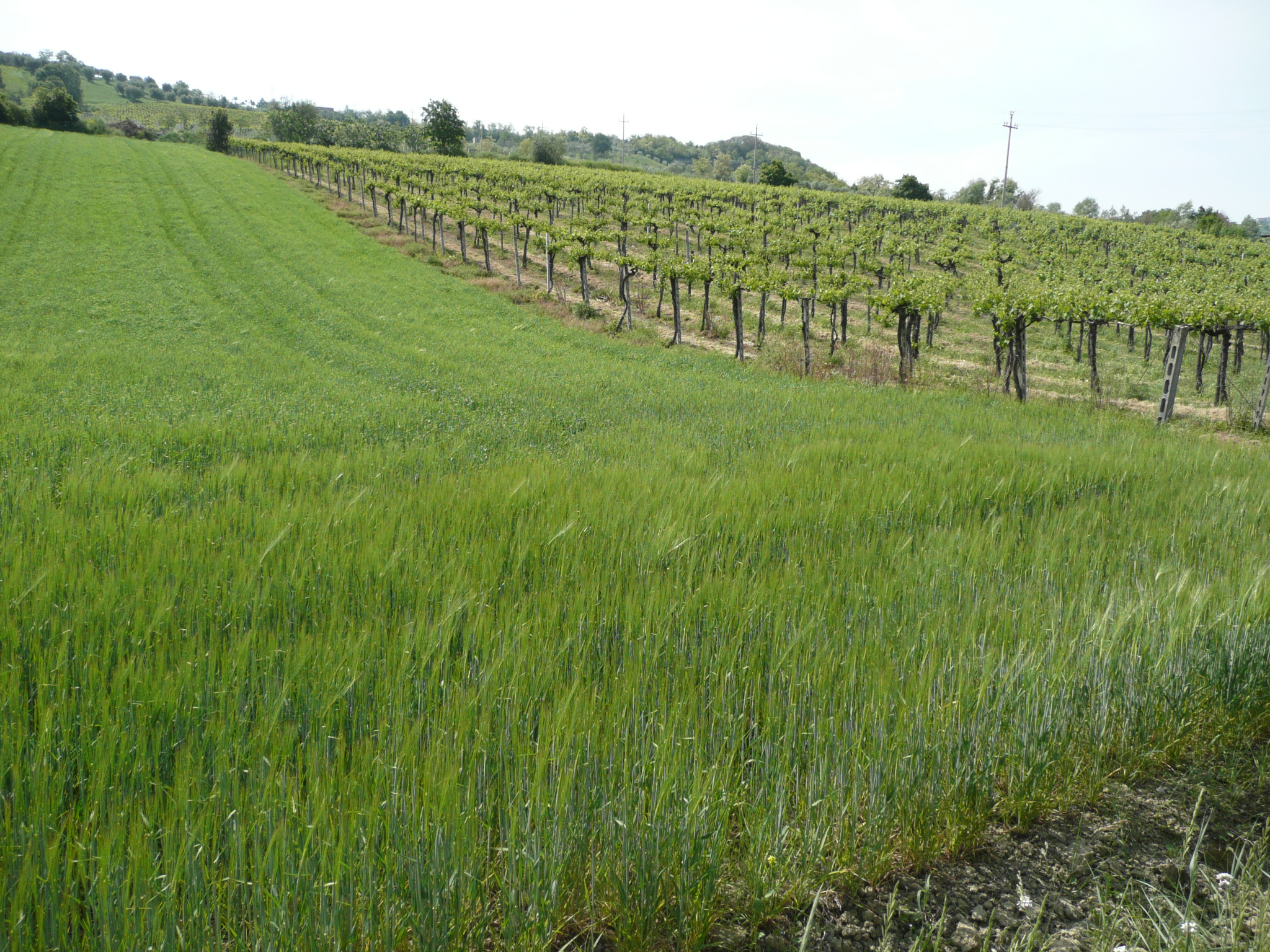
Vignoble de l'appellation.

## Aire de production
Les vignobles autorisés se situent en province de Teramo dans les communes de Controguerra, Torano Nuovo, Ancarano, Corropoli et Colonnella.

## Vins, appellations
Les appellations de la zone de production sont :
- Controguerra Cabernet
- Controguerra Cabernet riserva
- Controguerra Chardonnay
- Controguerra Ciliegiolo
- Controguerra Ciliegiolo riserva
- Controguerra Malvasia
- Controguerra Merlot
- Controguerra Merlot riserva
- Controguerra Moscato amabile
- Controguerra Passerina
- Controguerra Pinot Nero
- Controguerra Pinot Nero riserva
- Controguerra Riesling
- Controguerra bianco
- Controguerra bianco frizzante
- Controguerra novello
- Controguerra passito bianco
- Controguerra passito bianco annoso
- Controguerra passito rosso
- Controguerra passito rosso annoso
- Controguerra rosso
- Controguerra rosso riserva
- Controguerra spumante